# Giorgio Federico Ghedini
Giorgio Federico Ghedini (* 11. Juli 1892 in Cuneo; † 25. März 1965 in Nervi) war ein italienischer Komponist.

## Leben
Ghedini studierte Orgel, Klavier und Violoncello am Liceo musicale in Turin. 1911 legte er seine Diplomprüfung in Komposition am Konservatorium Bologna bei Marco Enrico Bossi ab. Nach Tätigkeiten als Chor- und Orchesterdirigent verlagerte sich sein Schwerpunkt auf Komposition und Lehre. 1918 bis 1937 war er am Liceo musicale in Turin tätig, 1937 bis 1941 als Kompositionslehrer am Konservatorium Parma und seit 1941 am Konservatorium Mailand, dem er von 1951 bis 1962 als Direktor vorstand. 1963 wurde er mit einem Antonio-Feltrinelli-Preis ausgezeichnet.
Zu Ghedinis Schülern zählten Marcello und Claudio Abbado, Luciano Berio, Niccolò Castiglioni, Fiorenzo Carpi und Carlo Pinelli.

## Werk
Ghedinis Musik stand anfänglich unter dem Einfluss von Ravel und seines italienischen Zeitgenossen Pizzetti. Eine intensive Beschäftigung mit der Musik des 17. und frühen 18. Jahrhunderts (insbesondere Monteverdi, Gabrieli, Frescobaldi und Vivaldi) schlug sich dann zunehmend in seinen eigenen Werken nieder, in denen er eine Verbindung zwischen Musik der Gegenwart und Vergangenheit herzustellen suchte. Dies führte insbesondere ab den 1930er-Jahren zu einem schwer einzuordnenden polyphonen, vorwiegend lyrisch-kantablen Personalstil, der sich dabei durchaus harmonischer Mittel des 20. Jahrhunderts bedient.
Ghedinis Werkverzeichnis umfasst neben Opern und Bühnenmusiken eine Sinfonie, Orchesterwerke und Solokonzerte in verschiedener (oft kleiner) Besetzung, Kammermusik, Lieder und Geistliche Werke.
Das dem Albatros gewidmete «Concerto dell'Albatro» (1945) gilt als eines von Ghedinis herausragenden Werken. In der Verbindung linearer, karg wirkender musikalischer Linien mit rezitierten Passagen aus Herman Melvilles «Moby Dick» evozieren die Instrumentalteile den Eindruck des Eismeeres, und durch zarte Dialoge von Orchesterklavier und Streichern sowie punktuell eingesetzte Bläser eine unheilschwangere Atmosphäre.

### Filmmusik (Auswahl)
- 1935: Don Bosco